# Teenage Mutant Ninja Turtles - Tartarughe Ninja
Teenage Mutant Ninja Turtles - Tartarughe Ninja (Teenage Mutant Ninja Turtles, e successivamente dalla quinta stagione Tales of the Teenage Mutant Ninja Turtles) è una serie animata statunitense che è andata in onda sul canale televisivo Nickelodeon dal 2012 al 2017. È la terza serie a essere basata sul fumetto Tartarughe Ninja creato nel 1984 da Kevin Eastman e Peter Laird.
A differenza delle precedenti serie, l'edizione italiana è stata doppiata a Roma (La BiBi.it) anziché a Milano (Studio P.V.), e sono quindi assenti le storiche voci del quartetto verde e degli altri personaggi. Tuttavia, in alcuni episodi fanno la loro comparsa le tartarughe della serie del 1987, che sia in originale che in italiano sono doppiate dalle rispettive voci storiche. Gli autori dello show sono Ciro Nieli, Joshua Sternin e J. R. Ventimilia.

## Personaggi

### Protagonisti
- Leonardo detto Leo: è il leader del gruppo. Combatte agevolmente con una o due katane, spade tipiche dei samurai. È un grande fan di "Eroi Spaziali", la sua serie preferita, e ha ereditato il coraggio e la responsabilità anche dal capitano protagonista della serie. Durante la serie sviluppa una certa cotta/amicizia con Karai, la figlia di Splinter. Tiene molto ai suoi fratelli ed è disposto anche a sacrificarsi pur di salvarli, anche se è in rivalità con Raffaello, che è invidioso della sua qualità di leader; ciò nonostante, i due in realtà si vogliono molto bene. Ha anche sviluppato una grande amicizia con il samurai Usagi Miyamoto. Essendo il più veloce del quartetto, qui viene disegnato in uno stile "tagliente" e "acuto" come il filo di una spada. In un futuro alternativo, Leonardo prende in pieno la bomba mutagena e subisce una seconda mutazione diventando enorme e muscoloso prendendo il nome di Maximus Kong, un temibile capo criminale.
- Raffaello detto Raf (Raph in inglese): è il più serio, irascibile, duro e combattivo dei quattro fratelli. È molto impulsivo e, spesso, non ha pietà con i nemici nonostante abbia uno spirito nobile, dimostrandosi spesso come un secondo padre nei confronti dei fratelli. Uno dei suoi passatempi preferiti è picchiare Michelangelo (soprattutto quando quest'ultimo lo stuzzica), ma ha con lui un forte legame fraterno. Ha un rapporto un po' teso con Leonardo, essendo invidioso del suo ruolo di capo. Raf mostra un carattere iroso con tutti, ma nonostante questo dimostra il suo amore per i fratelli aiutandoli nelle scelte giuste e riprendendoli in quelle sbagliate, ed è sempre pronto a consolarli quando necessario nonché a sacrificarsi per loro. Combatte usando due sai. All'inizio non riesce a gestire facilmente la sua rabbia, ma imparerà a diventare più calmo e a controllare gli impulsi violenti, anche se non rinuncia a fare lo spaccone e a usare quasi sempre la forza al posto dell'intelligenza. Ha una piccola tartaruga come animale domestico, che ha nominato Spike, a cui è molto affezionato e con cui parla e si confida spesso quando ne ha bisogno. Quando andrà sul pianeta Magdomar troverà Mordicchio, un cucciolo di tartaruga aliena e diventerà lui il suo nuovo animale domestico dopo la mutazione di Spike. Ha una spaccatura sul piastrone a forma di fulmine e diverse cicatrici delle diverse battaglie affrontate. Ha molta paura degli insetti, soprattutto degli scarafaggi ma imparerà a combattere questa sua fobia. È innamorato di Mona Lisa, una salamandra aliena molto forte che incontrerà nello spazio su un pianeta di ghiaccio. Ha una grande amicizia con Mordicchio, Casey Jones, Slash, Rockwell e il piccione Pete e i suoi peggiori nemici sono Shredder, Lord Dregg, Spider Bytez, Xever, Tiger Claw, Lord Dregg, il Creep, Rocksteady e Newtralizer. Essendo il più forte del gruppo viene disegnato molto atletico e muscoloso, con uno stile squadrato. In un futuro alternativo Raffaello diventa un vagabondo di nome Banda Rossa e insieme a Donnie e girerà sulla vecchia NYC con il tartacarro tentando di sopravvivere ai nemici che incontrerà.
- Donatello detto Donnie: è il più alto dei quattro fratelli, è capace di fare accurati calcoli matematici e fisici a mente ed è molto dotato nel campo dell'informatica, della chimica, della genetica e dell'ingegneria. Lui è essenziale per il gruppo per decifrare i piani dei Kraang ed è in grado di costruire diversi marchingegni e invenzioni con oggetti di uso quotidiano o scarti per aiutare i fratelli. È lui che ha inventato il T-Phone (il "tarta-phone", ossia il "tarta-cellulare": un cellulare di sua invenzione che usano per mettersi in contatto) ed è il fratello con cui Michelangelo va più d'accordo, malgrado il primo sia il più intelligente del gruppo e il secondo invece il più ingenuo. Tra le sue altre invenzioni figura Metal-Head, un robot dalla sembianze di una tartaruga dotato di una moltitudine di armi e potenziato dalla tecnologia Kraang. Combatte con un bō, un bastone di legno duro lungo due metri che maneggia con abilità e che ha modificato inserendovi all'interno una lama retrattile rendendolo una naginata. Fin dal primo episodio della serie si dimostra pazzamente innamorato di April (oggetto di scherno nei suoi confronti da parte dei suoi fratelli), nonostante lei sia un'umana e lui una tartaruga. Il rapporto con April diventa più complicato con la comparsa di Casey di cui Donatello è geloso. È il più gracilino e quindi viene disegnato con arti più sottili rispetto ai suoi fratelli. Ha anche un margine tra gli incisivi superiori. In un futuro alternativo il suo corpo viene distrutto e si trasferisce nel corpo di Metal-Head diventando un cyborg.
- Michelangelo detto Miki (Mikey nell'originale): il più giovane ed esuberante del gruppo. Immaturo e infantile, tende a distrarsi dalle missioni nelle quali sono impegnati e agisce a volte in maniera molto stupida; tuttavia in qualche occasione si dimostra effettivamente intelligente. Lui è anche quello che riesce meglio a capire il senso delle invenzioni di Donnie e come funzionano. A volte sa dimostrarsi utile, riuscendo a trovare dettagli che ai fratelli erano sfuggiti. È il più simpatico e burlone, ed è il combina guai del gruppo e, soprattutto, è il più goloso di pizza, dimostrando un raffinato senso del gusto che utilizza nelle sue strampalate creazioni culinarie; sa comunque dimostrarsi molto coraggioso. Combatte con due nunchaku mediamente lunghi con i quali è estremamente abile, e uno dei due è stato modificato in maniera tale da allungarsi ed estrarre una lama diventando una kusarigama, utile soprattutto come rampino. Nella versione italiana conosce bene l'inglese e adora dare nomi ai mutanti che affrontano o con cui socializzano. Sa anche combattere senza pensare, cosa che Donatello invece ha dovuto imparare a fare. Ha le lentiggini ed essendo il più giovane è disegnato con uno stile più smussato e tondeggiante rispetto ai fratelli per indicarlo. Quando si trova nella dimensione X indossa la testa di una creatura come maschera e una cintura piena di diversi oggetti della Dimensione stessa, guidando lui i fratelli in quell'avventura. I suoi migliori amici sono Gatta gelato (il suo animale domestico, un gatto mutante fatto di gelato), Letheread, Mondo Gecko, Frankestain, Renet e Shinigami. I suoi peggiori nemici sono Bradford, Savanti Romero, Bebop e Bellybomb. È attratto sia da Renet sia da Shinigami. In un futuro alternativo diventerà un vecchio saggio chiamato Pizza Farcita.
- Maestro Splinter (in inglese letteralmente "scheggia"): come nella serie del 1987 è una mutazione del maestro ninja Hamato Yoshi (e non il suo topo domestico), ma possiede anche tratti della versione di Yoshi del film del 1990.
In passato era il migliore amico di Oroku Saki (futuro Shredder); infatti i due si volevano bene come fratelli, ma l'amore per la stessa donna (Tang Shen) li divise e diventarono rivali, contendendosi le sue attenzioni, finché Shen non scelse Yoshi e lo sposò, avendo da lui una figlia. Saki però li trovò e sfidò Yoshi nella sua stessa casa; durante lo scontro scoppiò un incendio nel quale i due sopravvissero (anche se Saki rimase orribilmente sfigurato), Tang Shen morì e Miwa scomparve e venne pertanto creduta morta anch'ella.
In seguito a tale avvenimento, Yoshi si trasferì a New York 15 anni prima dell'inizio della serie. Un giorno, mentre stava uscendo da un negozio di animali da dove aveva comprato Leonardo, Donatello, Michelangelo e Raffaello (che all'epoca erano solo dei cuccioli di tartaruga e che chiamò così in base ai suoi artisti italiani rinascimentali preferiti) quando poi gli passò vicino uno strano uomo e decise di seguirlo. Lo vide insieme ad altri suoi simili che si passavano una strana sostanza (il mutageno) ma calpestando accidentalmente un ratto venne scoperto.
Gli uomini misteriosi - rivelatisi Kraang - cercarono di eliminare Yoshi, che riuscì eccellentemente a difendersi. Purtroppo durante la lotta il mutageno cadde e si riversò sull'uomo e sulle tartarughe: Yoshi, entrato in contatto con un topo, si trasformò in un ratto antropomorfo mentre le tartarughine si tramutarono in tartarughe antropomorfe delle dimensioni di un bambino. Per i successivi 15 anni, i cinque si nascosero nelle fogne e Splinter li crebbe come figli suoi, addestrandoli in varie branche del ninjitsu.
Splinter ha sempre con sé un bastone da passeggio in giada, molto resistente e usato talvolta come arma. Raramente esce dalle fogne al fine di restare nascosto e non esporsi, quando lo fa di solito è perché i suoi giovani allievi si trovano in situazioni critiche. Dà sempre sagge lezioni di vita a ciascuno dei suoi "figli" nei vari episodi. Si dimostra un combattente straordinariamente forte e abile, tanto da poter affrontare avversari molto potenti come Shredder (sconfitto nell'ultimo episodio della prima stagione), usando anche le abilità dei ratti come il morso e l'enorme rapidità acquisiti con la mutazione, riuscendo a sconfiggere i nemici più forti anche solo con le dita. Alla fine della terza stagione, verrà ucciso alle spalle da Shredder, causando però la distruzione della Terra. Tuttavia, nell'episodio "Ultimo baluardo la Terra", riuscirà ad evitare il colpo fatale, con la sconfitta di Shredder. Viene definitivamente ucciso da Super Shredder nell'episodio "Requiem".
- April O'Neil: in questa serie, April è una giovane sedicenne coetanea delle Tartarughe, che è il bersaglio principale dei Kraang, per via delle sue incredibili capacità mentali che la rendono in grado di essere telepaticamente in sintonia con l'universo. Indossa una maglietta gialla, omaggio alla tuta vestita dalla sua controparte giornalista del 1987. Appare fin dal primo episodio e nel secondo viene salvata da Donatello, mentre suo padre, il signor Kirby O'Neil (psicologo), sarà tenuto in ostaggio dai Kraang fino al terzultimo episodio. Da quando è stata salvata dalle Tartarughe Ninja, è diventata la loro migliore amica e a volte parte in missione per loro. Il suo migliore amico è Donnie (i due infatti vanno molto d'accordo per la loro intelligenza e spesso lavorano insieme) anche se non sembra rendersi conto dei sentimenti che la tartaruga prova per lei. Frequenta il liceo e ha perso sua madre.
Nel corso della serie sarà addestrata da Splinter nel ninjitsu, diventando una kunoichi (ossia una donna ninja) e riceverà dal sensei stesso un tessen (ventaglio giapponese di metallo con lama all'estremità) come arma in origine destinata a Miwa. Si scoprirà che la causa dei suoi poteri sensitivi è data dal fatto di essere un ibrido umano/alieno: infatti Donnie scoprirà che il suo DNA è in parte umano e in parte appartenente alla specie dei Kraang, e per questo è la chiave che i Kraang cercano di catturare per perfezionare il Mutageno nella nostra dimensione.
Quando, nella seconda stagione, suo padre verrà mutato in un pipistrello umano, incolperà i suoi amici dell'incidente rompendo i rapporti con loro, ma alla fine li perdonerà e ritornerà. La comparsa di Casey, un suo compagno di classe, complicherà i rapporti con Donatello dato che anche il ragazzo è interessato a lei. A scuola farà amicizia con un'altra ragazza di nome Irma che si rivela, però, essere un Kraang. Fa il compleanno il 28 novembre. Le sue armi sono un ventaglio tessen e una volta diventata una kunoichi a tutti gli effetti riceverà anche un tantō.
- Casey Jones: è un compagno di scuola di April che subito la trova simpatica. Abilissimo nell'hockey e nel combattimento di mischia, decide di diventare un giustiziere mascherato armato di mazze, dischi, guanto chiodato e rollerblade, per difendere la città dalle strane creature mostratesi ultimamente. Scontrandosi per sbaglio con Raffaello e credendolo un mutante malvagio, decide di seguirlo per trovare il suo rifugio, salvo scoprire poi che le tartarughe non sono ostili come credeva e soprattutto che April ne era a conoscenza. Durante un assalto del Clan del Piede nel covo delle tartarughe, si ritroverà costretto ad allearsi con Raffaello per evitare che venisse scoperta l'ubicazione le rifugio, diventandone un grande amico e rivale. Tende a essere protettivo nei confronti di April (che ha soprannominato affettuosamente "Pel-di-carota"), in quanto nota che non se la cava ancora bene nel combattimento. È affetto da musofobia tanto da svenire la prima volta che vede il maestro Splinter anche se si abituerà alla sua presenza.
- Oroku Karai / Hamato Miwa: la figlia adottiva di Shredder, nonché la sua migliore combattente e discepola prediletta e unica donna del Clan del Piede. È anche la combattente che viene minacciata di meno da Shredder quando fallisce e a differenza del padre è indifferente alla presenza dei Kraang. Nel corso della serie sviluppa una certa amicizia con Leonardo che poi si rompe quando le Tartarughe su consiglio di Raph cercano di uccidere Shredder, non sapendo che fosse suo padre. Nutre un certo rispetto verso April essendo entrambe orfane di madre e alla fine di un episodio si scopre che lei è in realtà Miwa, la figlia di Yoshi che era stata rapita da Shredder per far soffrire Yoshi e per crescerla come sua figlia e addestrarla nel ninjitsu. Inizialmente lei ne è all'oscuro ma piano piano Leonardo farà vacillare la fiducia che ripone in Shredder, fino a farle scoprire chi è realmente, portandola ad allearsi con le Tartarughe. Conosciuta la verità, deciderà di vendicarsi di Shredder, venendo però catturata e accidentalmente trasformata in un serpente antropomorfo e fuggirà via. Alla fine troverà una cura per farla trasformare solo a proprio piacimento. Nella quarta stagione approfitterà dell'assenza di Shredder dalla città per indebolire il suo impero criminale con l'aiuto della sua amica Shinigami, venendo però ostacolata dai suoi scagnozzi.
- Honeycutt / Fugitoid: è un robot che salva le tartarughe dalla distruzione della Terra nella 4ª Stagione, per poi aiutarle a trovare i pezzi del generatore di buchi neri, per poi sacrificarsi per distruggerlo una volta per tutte.

### I potenti Mutanimali (Mighty Mutanilmals)
- Spike / Slash: la tartaruga da compagnia di Raf. Durante la seconda stagione entrò in contatto con il Mutageno e si trasformò anche lui in una tartaruga antropomorfa gigantesca (probabile allusione a Tokka). Combatte con un grosso martello e, seguendo gli insegnamenti di Raf e l'esempio di Leo su come fare parte di una squadra, ha deciso di formare i Mutanimali, di cui è il leader. È uno dei personaggi più forti fisicamente.
- Leatherhead: un coccodrillo irascibile, una volta appartenuto a un ragazzo ma scaricato nelle fogne dai genitori di questo. Venne trovato dai Kraang e utilizzato come cavia per gli esperimenti sul Mutageno ma riuscì a scappare portando con sé una cellula di energia dei Kraang. Venne trovato da Michelangelo, con il quale ha stretto una forte amicizia, e in seguito ha aiutato le Tartarughe. Entra a far parte dei Mutanimali, come vice-leader.
- Il Dr. Tyler Rockwell: è un ex scienziato che verrà mutato da Victor Falco e diventerà una scimmia con poteri psichici. È lo scienziato dei Mutanimali.
- Pete: un piccione che ha subito a causa del Mutageno una trasformazione, che gli ha conferito un aspetto umanoide. Entrerà a far parte dei Mutanimali, per poi sparirne senza motivo. Ricomparirà nell'ultimo episodio della quarta stagione, davanti alla tomba di Splinter.
- Mondo Geco: un ragazzo skater che, in origine, aveva un Geco come animale da compagnia. Subisce una mutazione che gli conferisce le sembianze di un Geco umanoide. Entrerà a far parte dei Mutanimali dopo la scomparsa di Pete.

### Antagonisti
- Oroku Saki / Shredder (in inglese letteralmente il "Laceratore"): è il terribile e crudele capo del Clan del Piede, nonché principale nemico delle Tartarughe Ninja. Dopo il leggendario scontro con il suo ex miglior amico Hamato Yoshi, avvenuto 15 anni fa, nel quale Tang Shen perse la vita, nell'incendio rimase spaventosamente sfigurato ed è per questo che porta una maschera di ferro, senza che il suo volto venga mai rivelato, tranne nell'ultimo episodio della prima stagione, in cui si scopre che ha il volto viola ed è calvo. È estremamente spietato con i suoi scagnozzi se questi falliscono ed è intenzionato a uccidere a tutti i costi le Tartarughe Ninja e il maestro Splinter. È armato di una pesante armatura e usa lame retrattili affilatissime come armi. All'inizio ignora i Kraang, ma dopo aver scoperto che anch'essi sono nemici delle Tartarughe, si allea con loro per l'eliminazione delle Tartarughe Ninja e di Hamato Yoshi e per la conquista del mondo; solitamente i suoi piani vanno in fumo grazie all'intervento delle Tartarughe. Nell'episodio Il trio d'insetti viene mutato in un mostro fatto tutto di lame. Nell'episodio Owari viene ucciso da Leonardo. Nella quinta stagione viene riportato in vita da Tiger Claw con l'aiuto del demone-drago Kavaxas, ma poi tornerà nel regno dei morti.
- I Kraang: una razza aliena dominante della Dimensione X, sono una fusione fra l'omonimo cattivo della serie animata del 1987 (il nome proprio di ogni esemplare della specie è proprio Kraang) e i personaggi degli Utrom del fumetto originale. Come quest'ultimo, hanno l'aspetto e le dimensioni di un cervello umano tentacolare, ma non conoscono bene la lingua umana (tranne il Kraang Supremo, l'esemplare più grande della specie nonché quello dominante, e il Kraang Vice-supremo): a differenza della versione del 1987, la parlano in modo approssimativo.
Sono assieme a Shredder i principali antagonisti della serie e sono loro a voler rapire April, per sfruttare le sue straordinarie capacità mentali di essere in sintonia con l'universo per conquistare la Terra e per perfezionare il Mutageno, dato che nella nostra dimensione è instabile. Hanno un'intelligenza immensa e sono capaci di inventare qualsiasi cosa ma, essendo molto deboli fisicamente, sono collocati in androidi appositi con uno spazio nel torace, da cui prendono il comando del robot. Combattono solo con delle mitragliatrici laser. Sono i creatori del Mutageno, una sostanza verde fosforescente che è in grado di alterare geneticamente qualsiasi organismo con cui venga a contatto, ma il tentativo di crearne altro e di perfezionarlo per dominare nella nostra dimensione viene ostacolato dalle Tartarughe. Come si scopre nel corso della terza e della quarta stagione grazie a Bishop, il vero nome della razza alla quale appartengono questi alieni è "Utrom". Kraang è in realtà il nome di uno scienziato che ha assoggettato gran parte degli Utrom al proprio volere.
- Takeshi/Tigerclaw: è il miglior servitore di Shredder in assoluto nonché il migliore assassino di tutta l'Asia. Comparirà dall'inizio della seconda stagione, dove riuscirà a battere Michelangelo, Raffaello e Leonardo, intimandogli di chiamare il Maestro Splinter per portarlo da Shredder; tuttavia si lascerà scappare le tartarughe. Dopo la fuga di Splinter, lo inseguirà insieme a Karai, Bradford e Xever, ma verrà sconfitto da un rinvigorito Yoshi che lo getterà nelle fauci di un verme spaziale. Tornerà qualche episodio dopo dove dimostrerà tutta la propria forza battendo tutte e quattro le tartarughe. Tigerclaw è una tigre mutante senza coda (mozzatagli da sua sorella Alopex) e combatte utilizzando due speciali pistole e una grossa spada. Nel finale della quarta stagione perde il braccio destro, rimpiazzato con una protesi robotica.
- Chris Bradford / Dogpound / Rahzar: il migliore allievo di Shredder, dopo Karai e assieme a Xever. È un maestro di arti marziali, ma in realtà è segretamente un membro del Clan del Piede, conosciuto come Dark Ninja ("Ninja Oscuro"). È molto meschino e disonesto, infatti nel quarto episodio si finge amico di Michelangelo per poter arrivare a Splinter e ucciderlo (anche se poi Mikey scoprirà l'inganno e si vendicherà, sconfiggendolo). Successivamente assieme a Xever, verrà inondato con il mutageno trasformandosi in Dogpound ("Zampa di Cane" per via della sua mano sinistra più grande della destra), uno Shiba Inu umanoide alto più di due metri e con spine sulla schiena e sui pugni. In questa forma perde gran parte della velocità e dell'agilità della sua forma umana, ma in compenso acquisisce una forza mostruosa e le capacità di un cane, come l'udito iper-sensibile o il finissimo olfatto. Ha una grande paura di Shredder a tal punto che preferirebbe abbandonare il Clan del Piede piuttosto che continuare a seguirlo. Mentre è alla ricerca di un modo per tornare umano si scontra con Michelangelo cadendo nello scontro in un'enorme vasca di Mutageno potenziato: così facendo è diventato Rahzar ("Rasoio" in inglese per via delle sue zanne molto affilate), un lupo/licantropo dall'aspetto vagamente somigliante a un non-morto (alcune parti dello scheletro sono scoperte), diventando ancora più forte e veloce di quanto non fosse. È uno dei due personaggi a essersi mutati due volte e, anche da mutato, è in costante rivalità con Xever. Nella quarta stagione verrà ucciso da Leatherhead, poi parzialmente resuscitato solo nella quinta stagione come schiavo di Kavaxas, venendo poi definitivamente ucciso da Tiger Claw nell'episodio "La Fine dei Tempi".
- Xever Montes / Fishface: uno scagnozzo di Shredder, è brasiliano per il colorito e lo stile di combattimento (può combattere usando mosse ricorrenti nella capoeira) ed è estremamente agile con le gambe, tanto da dare del filo da torcere anche a Raffaello, suo personale rivale. Usa anche con grande abilità un paio di Balisong (coltelli a farfalla). Verrà mutato assieme a Bradford diventando Fishface (lett. "Faccia di pesce"), un pesce giapponese velenoso mutante: in questo modo perde le gambe e la capacità di respirare nell'aria, il che gli provoca la derisione da parte di Bradford, almeno finché Baxter Stockman, su ordine di Shredder, non costruisce delle gambe robotiche che gli ridanno l'agilità e che gli consentono di respirare nell'aria. La mutazione gli conferisce anche un morso velenoso e la capacità di nuotare rapidamente. In un episodio si scopre la sua storia: divenuto presto orfano, già da ragazzino era un ladro formidabile, finché da adulto non venne catturato dopo aver tentato di rubare una valigetta con un contenuto di valore. Il proprietario della valigetta era proprio Oroku Saki, che trovando le sue abilità furtive molto utili lo fece uscire di prigione, reclutandolo nel Clan del Piede. Anche da mutato, è costantemente in rivalità con Bradford. Con l'arrivo di Tiger Claw comincia a provare un certo astio verso Shredder. Viene sconfitto da Raph nell'episodio "Owari", tornerà nella quinta stagione dove inizialmente aiuterà Tiger Claw, decidendo in seguito alla resurrezione di Shredder di abbandonare il Clan del Piede per tornare alla sua vecchia vita da ladro.
- Baxter Stockman / Stockman Fly: uno scienziato di colore. È capace di creare qualsiasi invenzione con la sua mente geniale e riesce a modificare le componenti elettroniche dei Kraang a proprio vantaggio. Nel corso della serie si allea con Shredder ma poiché nelle missioni Dogpound e Fishface lo prendevano sempre in giro li tradisce e cerca di eliminare loro e le tartarughe. Spesso i personaggi della serie sbagliano il suo cognome, cosa che lo infastidisce parecchio. Nella seconda stagione verrà mutato in una mosca ma alla fine della quarta stagione tornerà a essere un umano sebbene dica che l'essere mutato cominciava a piacergli.
- Ivan Steranko / Rocksteady: ex capo della mafia russa con un occhio bionico, è una vecchia conoscenza di Oroku Saki e il capo di Anton Zeck, un ladro afroamericano che ruba artefatti per lui. Una delle missioni di Zeck era di rubare il Kuro Kabuto da Shredder, che Zeck fa fino a quando Leonardo gli toglie l'elmetto. A causa di una serie di eventi che coinvolgono lui e Zeck che catturano Karai per contrattare con Shredder, finisce per mutarsi in un rinoceronte bianco mutante come punizione da Shredder. A causa delle loro mutazioni, il duo è stato costretto a unirsi al Clan del Piede per poter vivere e catturare Karai ancora una volta. Dopo che Shredder è stato resuscitato da Kavaxas e il demone prende il controllo del Clan del Piede, lui e Bebop decidono di lasciare il clan. Qualche tempo dopo, lui e il suo compagno vengono entrambi ingaggiati dalla versione di Shredder del 1987 al suo Clan del Piede (in sostituzione dei defunti Bebop e Rocksteady del 1987). Maneggia un Golden Hammer, un Sickle e Knuckleduster. Ha una rivalità con Leonardo, Raffaello e Casey Jones.
- Anton Zeck / Bebop: in passato era un ladro professionista afro-americano dotato di un completo high-tech, che avrebbe lavorato per Ivan Steranko per procurarsi artefatti rubati. Una delle sue missioni era di rubare il Kuro Kabuto da Oroku Saki, cosa che fa finché Leonardo non gli toglie l'elmetto. A causa di una serie di eventi che coinvolgono lui e Steranko che catturano Karai per contrattare con Shredder, finisce per mutarsi in un facocero mutante cibernetico come punizione di Shredder. A causa delle loro mutazioni, il duo è stato costretto a unirsi al Clan del Piede per poter vivere e catturare Karai ancora una volta. Dopo che Shredder è stato resuscitato da Kavaxas e il demone prende il controllo del Clan del Piede, lui e Rocksteady decidono di lasciare il clan. Qualche tempo dopo, lui e il suo compagno vengono entrambi ingaggiati dalla versione di Shredder del 1987 al suo Clan del Piede (in sostituzione dei defunti Bebop e Rocksteady del 1987). Impugna il suo Laser Mohawk, Sticky Bomb e Flash Bomb come le sue armi d'elezione e ha una rivalità con Leonardo, Donatello e April O'Neil.
- Triceraton: sono dei giganteschi triceratopi alieni, acerrimi nemici dei Kraang con una tecnologia avanzatissima, con teletrasportatori e pistole laser; fanno la loro prima apparizione nell'episodio della terza stagione "Un dinosauro nelle fogne" e distruggeranno la Terra nell'episodio "Annientamento Terra", ma le tartarughe torneranno indietro nel tempo e distruggeranno il generatore di buchi neri e la loro flotta.
- Lord Vringath Dregg: è un malvagio insetto mutante che le tartarughe incontrano in un negozio nello spazio profondo e diventa loro nemico dopo che Michelangelo ha distrutto un oggetto di sua proprietà. Da allora è alla costante ricerca delle Tartarughe, mandandogli contro anche il mercenario Armaggon. Dopo essere stato temporaneamente congelato nell'episodio "Il fuoco eterno", ritorna nella quinta stagione intento a colonizzare la Terra assieme a Newtralizer. È un essere subdolo e potente che non va preso alla leggera, anche se tende a essere troppo orgoglioso ed egocentrico.
- Armaggon: squalo robotico assoldato da Lord Dregg per uccidere le tartarughe, verrà ucciso nell'episodio "La malvagità di Dregg" dopo che le tartarughe (nel covo di Dregg) lo fanno cadere nella tana della belva "Scorpinoid", da cui viene sbranato.
- Kavaxas: è un demone-drago proveniente dall'inferno (cioè il netherworld); debutta nella quinta stagione evocato da Tiger Claw affinché lo aiuti a resuscitare Shredder. Riporta in vita anche Rahzar, che era morto nella quarta stagione, perché aiuti Tiger Claw. Nell'episodio "La fine dei tempi" rivelerà a Tiger Claw di averlo ingannato riportando in vita Shredder e Rahzar solo per controllarli e farne suoi schiavi. Alla fine dello stesso episodio, verrà rispedito all'inferno da Michelangelo assieme a Shredder. Kavaxas è dotato di grandi poteri, tra cui quello di riportare in vita i morti. Kavaxas ha le squame di colore giallo e rosse, una coda e le ali sul dorso per volare.
- K'Vathrak/Newtralizer: è una salamandra mutante e temutissimo killer nemico giurato dei Kraang. Inizialmente farà amicizia con Slash ma poi si separano perché Slash non era d'accordo che Newtralizer volesse distruggere la Terra. Newtralizer ritornerà nella 5ª stagione per eliminare gli ultron ma verrà ucciso da Michelangelo.
- Victor Falco / Re dei topi: è uno scienziato pazzo che appare per la prima volta nell'episodio Lo strano caso del Dottor Rockwell, dove trasforma Rockwell in una scimmia mutante. Diventerà poi Il re dei topi, capace di controllare mentalmente tutti i topi di New York City (compreso Splinter), quando, a causa di un incendio avvenuto nel suo laboratorio, viene a contatto con il mutageno. Ricompare poi nell'episodio Uomini e topi, dove cercherà di dominare il mondo usando alcuni esseri umani (compreso Casey) da trasformare in topi-mostri, ma verrà sconfitto da Splinter nello stesso episodio.
- Antonio / Pizza Face: è il più popolare pizzolaio di tutta New York. All'inizio era un umano, come tutti gli altri, ma quando i contenitori di mutageno sono caduti, lui ne entrò in contatto, e diede vita alle sue pizze. Cerca di conquistare New York, schiavizzando quasi tutta la città, tra cui anche le tartarughe e Splinter, ma verrà sconfitto da Michelangelo.

### Altri personaggi
- Kirby O'Neil: è il padre di April, compare nel primo episodio della prima stagione, dove viene rapito dai Kraang insieme alla figlia; le Tartarughe riusciranno a liberare April ma non il padre, che resterà loro prigioniero fino al terzultimo episodio della prima stagione. Viene mutato poco dopo in un gigantesco pipistrello.
- Jack J. Kurtzman: un reporter che ha tenuto d'occhio per qualche tempo le azioni dei Kraang e le ha documentate. Sarà di grande aiuto alle Tartarughe in un paio di occasioni, per esempio durante il "progetto Manhattan".
- Timothy / Polverizzatore / Mutagen Man: è un ragazzo grassoccio, pigro e un po' sciocco che diventa fan delle tartarughe e decide di entrare nella loro squadra, senza riuscirvi. Si espone volontariamente al mutageno sperando di ottenere superpoteri, invece è mutato in un ammasso di organi e melma; si innamora di April e sarà poi congelato con l'anti-mutageno difettoso. Assieme a Bradford è l'unico personaggio a essere stato mutato due volte.
- Murakami: gentile proprietario non vedente di un ristorante giapponese; conosce le Tartarughe quando esse lo salvano dai Dragoni Purpurei, e i quattro fratelli insieme ad April diventano suoi clienti. Non potendo vedere si serve in gran parte dell'udito e dell'olfatto per orientarsi, e non nutre pregiudizi sui quattro mutanti.
- Usagi Miyamoto: un coniglio samurai proveniente da un'altra dimensione. Contraddistinto da un enorme senso dell'onore, è molto amico di Leonardo e spesso lo va a trovare per allenarsi con lui. È anche amico di Raffaello e lo aiuta spesso a controllare la rabbia.
- Jei: uno sciacallo non-morto e fratello maggiore adottivo di Usagi che disprezza profondamente perché quest'ultimo lo ha ucciso. Pur essendo un samurai non ne rispetta il codice d'onore ed è crudele e spietato. Dopo essere stato sconfitto viene bandito, ma in seguito riesce a scappare.
- Wyrm: un signore del caos decadimensionale dall'aspetto di una vongola antropomorfa di bassa statura vestita con una tuta verde e con un tentacolo al posto della gamba destra. Completamente folle, nonostante il suo aspetto buffo è estremamente pericoloso e dispone di una vastissima quantità di poteri come l'immortalità, il potere evocare oggetti dal nulla, pietrificare, incenerire, trasformare se stesso o gli altri in qualunque cosa voglia, telestraportarsi in ogni punto dell'esistenza, o riscrivere la realtà e la narrativa a proprio piacimento. Inoltre è capace di disintegrare numerosissime galassie con un semplice ondeggio del braccio e afferma spesso di essere l'unico della sua specie anche se in realtà esistono in totale tre Wyrm, dei quali è comunque il più potente. È anche in grado di esaudire ogni desiderio ma a tre condizioni: un gruppo deve condividere i desideri, non è possibile chiedere più desideri e non è possibile desiderare di ucciderlo. Inoltre, esauditi i desideri, Wyrm sarà libero. Sebbene sia di natura malvagia non è fondamentalmente cattivo e molto spesso preferisce giocare con le sue prede piuttosto che farle fuori al primo tentativo.

## Doppiaggio
| Personaggio                                 | Doppiatore originale                                                          | Doppiatore italiano                                                             |
| Protagonisti                                | Protagonisti                                                                  | Protagonisti                                                                    |
| ------------------------------------------- | ----------------------------------------------------------------------------- | ------------------------------------------------------------------------------- |
| Leonardo (2012)                             | Jason Biggs (st.1-2x14) Dominic Catrambone (st. 2x15-26) Seth Green (st. 3-5) | Luigi Morville (st. 1-2x14) Davide Albano (st. 2x15-5)                          |
| Raffaello (2012)                            | Sean Astin                                                                    | Lorenzo De Angelis                                                              |
| Donatello (2012)                            | Rob Paulsen                                                                   | Alessio De Filippis                                                             |
| Michelangelo (2012)                         | Greg Cipes                                                                    | Stefano Brusa                                                                   |
| Hamato Yoshi (Splinter, 2012)               | Chow Yun-fat                                                                  | Alessandro Rossi                                                                |
| April O'Neil                                | Mae Whitman                                                                   | Joy Saltarelli                                                                  |
| Casey Jones                                 | Josh Peck                                                                     | Manuel Meli                                                                     |
| Hamato Miwa (Karai)                         | Kelly Hu                                                                      | Veronica Puccio                                                                 |
| Fugitoid                                    | David Tennant                                                                 | Alessandro Rigotti                                                              |
| I Potenti Mutanimali                        |                                                                               |                                                                                 |
| Slash (Spike)                               | Corey Feldman                                                                 | Paolo Vivio                                                                     |
| Leatherhead                                 | Peter Hill Lurie                                                              | Stefano Mondini                                                                 |
| Dr. Tyler Rockwell                          | Frank Welker (st. 1x7) Tom Kenny (st. 2x11+)                                  | Sergio Lucchetti                                                                |
| Piccione Pete                               | A.J. Buckley                                                                  | Gabriele Patriarca                                                              |
| Mondo Geco (Jason)                          | Robbie Rist                                                                   | Alessio Puccio                                                                  |
| Antagonisti                                 |                                                                               |                                                                                 |
| Oroku Saki (Shredder, 2012)                 | Kevin Michael Richardson                                                      | Luca Ward                                                                       |
| I Kraang                                    | Nolan North                                                                   | Massimiliano Plinio                                                             |
| Tigerclaw                                   | Eric Bauza                                                                    | Roberto Draghetti (serie animata) Andrea Lavagnino (film live-action crossover) |
| Chris Bradford (Dark Ninja/Dogpound/Rahzar) | Clancy Brown                                                                  | Simone Mori                                                                     |
| Xever Montes (Fishface)                     | Christian Lanz                                                                | Andrea Mete                                                                     |
| Baxter Stockman (Stockman Fly)              | Phil LaMarr                                                                   | Alessio Cigliano                                                                |
| Ivan Steranko (Rocksteady, 2012)            | Fred Tatasciore                                                               | Gianni Bersanetti                                                               |
| Anton Zeck (Bebop, 2012)                    | J. B. Smoove                                                                  | Nanni Baldini                                                                   |
| Mozar                                       | Michael Dorn                                                                  | Angelo Nicotra                                                                  |
| Lord Dregg                                  | Peter Stormare                                                                | Gerolamo Alchieri                                                               |
| Armaggon                                    | Ron Perlman                                                                   | Alberto Angrisano                                                               |
| Kavaxas                                     | Mark Hamill                                                                   | Andrea Ward                                                                     |
| Newtralaizer                                | Danny Trejo                                                                   | Riccardo Scarafoni                                                              |
| Victor Falco (Re dei Topi)                  | Jeffrey Combs                                                                 | Saverio Indrio                                                                  |
| Pizza face                                  | Bernard Alane                                                                 | Oliviero Dinelli                                                                |
| Le Echi del Passato                         |                                                                               |                                                                                 |
| Leonardo (1987)                             | Cam Clarke                                                                    | Luca Semeraro                                                                   |
| Raffaello (1987)                            | Rob Paulsen                                                                   | Diego Sabre                                                                     |
| Donatello (1987)                            | Barry Gordon                                                                  | Felice Invernici                                                                |
| Michelangelo (1987)                         | Townsend Coleman                                                              | Davide Garbolino                                                                |
| Oroku Saki (Shredder, 1987)                 | Kevin Michael Richardson                                                      | Mario Zucca                                                                     |
| Krang (1987)                                | Pat Fraley                                                                    | Paolo Marchese                                                                  |
| Anton Zeck (Bebop, 1987)                    | Barry Gordon                                                                  | Stefano Albertini                                                               |
| Ivan Steranko (Rocksteady, 1987)            | Cam Clarke                                                                    | Marco Pagani                                                                    |
| Altri personaggi                            |                                                                               |                                                                                 |
| Kirby O'Neil                                | Keith Silverstein                                                             | Pasquale Anselmo                                                                |
| Jack J. Kurtzman                            | Robert Forster                                                                | Paolo Marchese                                                                  |
| Timothy (Polverizzatore/Mutagen Man)        | Roger Craig Smith                                                             | Edoardo Stoppacciaro                                                            |
| Murakami                                    | Sab Shimono                                                                   | Luca Dal Fabbro                                                                 |
| Usagi Miyamoto                              | Yuki Matsuzaki                                                                | Gianfranco Miranda                                                              |
| Jei                                         | Keone Young                                                                   | Fabrizio Pucci                                                                  |
| Wyrm                                        | Dwight Schultz                                                                | Massimo Milazzo                                                                 |

## Episodi
| Stagione         | Episodi | Prima TV USA | Prima TV Italia |
| ---------------- | ------- | ------------ | --------------- |
| Prima stagione   | 26      | 2012-2013    | 2012-2013       |
| Seconda stagione | 26      | 2013-2014    | 2014            |
| Terza stagione   | 26      | 2014-2015    | 2015            |
| Quarta stagione  | 26      | 2015-2017    | 2016-2017       |
| Quinta stagione  | 20      | 2017         | 2017-2018       |

## Produzione
La creazione di una nuova serie animata dedicata alle Tartarughe Ninja dopo Tartarughe Ninja alla riscossa e Tartarughe Ninja era tra i progetti di Nickelodeon già nell'ottobre del 2009, quando l'emittente acquistò i diritti globali della serie a fumetti dal Mirage Studios.
Il 10 marzo 2011 la rete televisiva diede il via libera alla creazione della serie con un ordine di ventisei episodi della durata di mezz'ora, e distribuì un promo nel quale Michelangelo e Donatello usavano armi leggermente diverse rispetto a quelle tradizionalmente usate. Il 14 giugno dello stesso anno vennero annunciati i doppiatori dei quattro personaggi principali: Jason Biggs venne scelto per doppiare Leonardo, Sean Astin avrebbe prestato la sua voce a Raffaello, Rob Paulsen, che aveva già doppiato Raffaello nella serie animata degli anni ottanta, avrebbe doppiato Donatello e Greg Cipes venne scelto per doppiare Michelangelo. Oltre ai doppiatori delle quattro tartarughe lo stesso giorno venne anche annunciato che Chow Yun-fat era stato scelto per doppiare il maestro Splinter. Nell'agosto del 2011 venne annunciato che Mae Whitman era stata aggiunta al cast per doppiare April O'Neil e a ottobre Kevin Michael Richardson venne aggiunto al cast nel ruolo del nemico delle Tartarughe Ninja Shredder. Nell'aprile del 2012 Phil LaMarr e Nolan North annunciarono che avrebbero prestato la loro voce ai personaggi di Baxter Stockman e Kraang.
Il 21 giugno 2012 venne distribuito in anteprima da Entertainment Weekly il primo trailer della serie animata che, a differenza del promo, mostra tutte le Tartarughe Ninja con le loro armi classiche.
Il 2 ottobre 2012 Nickelodeon rinnovò la serie per una seconda stagione, che sarà composta da ventisei episodi e il 26 febbraio 2013 la serie venne rinnovata anche per una terza stagione.

## Distribuzione
La serie viene trasmessa in anteprima negli Stati Uniti d'America sul canale Nickelodeon a partire dal 29 settembre 2012 e sempre lo stesso giorno anche in Canada sul canale YTV. A partire dal 1º ottobre viene trasmessa nel Regno Unito e in Irlanda e dall'8 ottobre anche in Australia e Nuova Zelanda.

### Edizione italiana
L'edizione in italiano della serie è stata trasmessa su Nickelodeon a partire dal 9 novembre 2012 e in chiaro sul canale del digitale terrestre Super! a partire dal 18 maggio 2013.
A differenza delle precedenti serie animate Teenage Mutant Ninja Turtles - Tartarughe Ninja è stata doppiata da un cast di scuola romana e non milanese. Tuttavia, in occasione degli episodi team-up con i personaggi di Tartarughe Ninja alla riscossa, sono stati richiamati i doppiatori della serie originale, sia nella versione originale che in quella doppiata in italiano. L'unica eccezione è stata per lo Shredder del 1987, qui doppiato da Mario Zucca (voce della sua controparte nella serie del 2003) al posto di Marco Balzarotti. Anche per la puntata finale della serie, sono stati richiamati i doppiatori originali e italiani di Rocksteady e Bebop della serie del 1987.

## Riconoscimenti
- 2014 - Kids' Choice Awards
  - Candidatura cartone animato preferito
- 2015 - Kids' Choice Awards[18]
  - Candidatura cartone animato preferito